# Војно правобранилаштво
Војно правобранилаштво је посебна врста правобранилаштва које је постојало у комунистичкој Југославији од 1955. до 1992. године, као и у Савезној Републици Југославији, до њене дисолуције, 2003. године. Војно правобранилаштво је било надлежно да заступа пред судом и другим надлежним органима државу, као странку у приватноправним односима, када су ти правни односи потицали из рада државног органа управе надлежног за послове одбране (Савезни секретаријат за народну одбрану - ССНО, односно Савезно министарство одбране).
Посебно војно правобранилаштво представљало је специфичност послератног (комунистичког) југословенског права.
У цивилизованим и добро уређеним земљама правобранилаштво је организовано као један државни орган, који заступа државу и све њене органе у свим приватноправним односима, а све у циљу ефикасне и јединствене заштите државне имовине и других имовинскоправних интереса државе. Међутим, у неразвијеним земљама, земљама са тоталитарним режимима и земљама у којима је изражена корупција и раширени различити облици злоупотребе јавне имовине, чест је случај да не постоји јединствено државно правобранилаштво, већ да је заступање државе поверено различитим државним органима, све у циљу прикривања неправилности у располагању јавном имовином и другим јавним средствима, односно ради прикривања неправилности у раду државних органа.
У првим годинама комунистичке диктатуре у ФНРЈ, 1945. године, укинуто је Државно правобранилаштво, које је у Србији и Југославији постојало до тада више од сто година, да би овлашћење за заступање државе и њених органа било пренето на све државне органе, односно било је одређено да сваки државни орган сам себе заступа у поступцима пред судовима и другим надлежним органима. То је, заједно са другим новинама уведеним у правни систем после Другог светског рата, довело до правног хаоса, који је, што се заступања државе пред судовима тиче, трајао све до 1952. године и поновног успостављања државног правобранилаштва (под називом јавно правобранилаштво), а последице тог хаоса се и данас исправљају, кроз поступке реституције и рехабилитације. Међутим, свега три године након обнављања државног правобранилаштва, 1955. године, поново је нарушено јединство надлежности у заступању државе, кроз формирање посебног Војног правобранилаштва.  Формирањем посебног војног правобранилаштва била је онемогућена цивилна контрола располагања државном имовином која је била поверена на коришћење министарству одбране и војсци, односно била је онемогућена пуна и једнака правна заштита тог дела државне имовине. То Војно правобранилаштво  постојало је све време постојања Југославије, односно укинуто је тек после 2003. године.
Изменама Закона о одбрани из 2015. године у Републици Србији је поново успостављено Војно правобранилаштво, као посебна организациона јединица Министарства одбране која предузима правне радње и правна средства ради остваривања и заштите имовинских права и интереса Републике Србије у погледу средстава која користе Министарство одбране и Војска Србије.
Многе земље имају посебно војно правосуђе, међутим, у таквим државама не постоје војна правобранилаштва, као посебни органи који би пред судом заступали државу у приватноправним односима који потичу из рада војних државних органа, већ једно државно правобранилаштво пред судом и другим надлежним органима заступа државу и све њене органе у свим приватноправним односима.
У Србији и Југославији пре Другог светског рата, иако је постојало војно правосуђе, није постојало војно правобранилаштво, већ је државу у свим односима, још од 1842. године заступао правитељстевни (државни) правобранитељ.
У Сједињеним Америчким Државама, где је веома развијено војно правосуђе, са посебним војним судовима и тужилаштвима, односно војном правосудном службом (ен. JAG - Judge Advocate General), заступање државе пред судовима и другим надлежним телима у свим правним односима, укључујући и односе у вези са радом министарства одбране и оружаних снага, обавља искључиво Државно правобранилаштво (ен. US Attorney General). Ова војна правосудна служба, у области приватноправних односа, једино је овлашћена да закључи вансудско поравнање, док је заступање државе пред судом резервисано искључиво за Државно правобранилаштво.
У Републици Италији, која такође има дугу традицију добро развијеног војног правосуђа, са посебним војним судовима и тужилаштвима, не постоји војно правобранилаштво, већ затупање државе и у односима поводом рада министарства одбране и војске обавља Државно правобранилаштво (ит. Avvocatura dello Stato).
Подразумева се да у државама које немају посебно војно правосуђе нема ни говора о постојању посебног војног правобранилаштва.
Ни једна од бивших југословенских република такође нема војно правобранилаштво, већ све те државе пред судом заступа искључиво једно државно правобранилаштво (Државно правобранилаштво Словеније, Државно правобранилаштво Македоније, Правобранилаштво Босне и Херцеговине, Заштитник имовинскоправних интереса Црне Горе и Државно одвјетништво Хрватске).